# Єгіндібулак (Байтерецький район)
Єгіндібула́к (каз. Егіндібұлақ) — село у складі Байтерецького району Західноказахстанської області Казахстану. Адміністративний центр Єгіндібулацького сільського округу.
У радянські часи село називалось Циганово.
Населення — 475 осіб (2021; 546 у 2009, 669 у 1999, 796 у 1989).